# Hydraulika

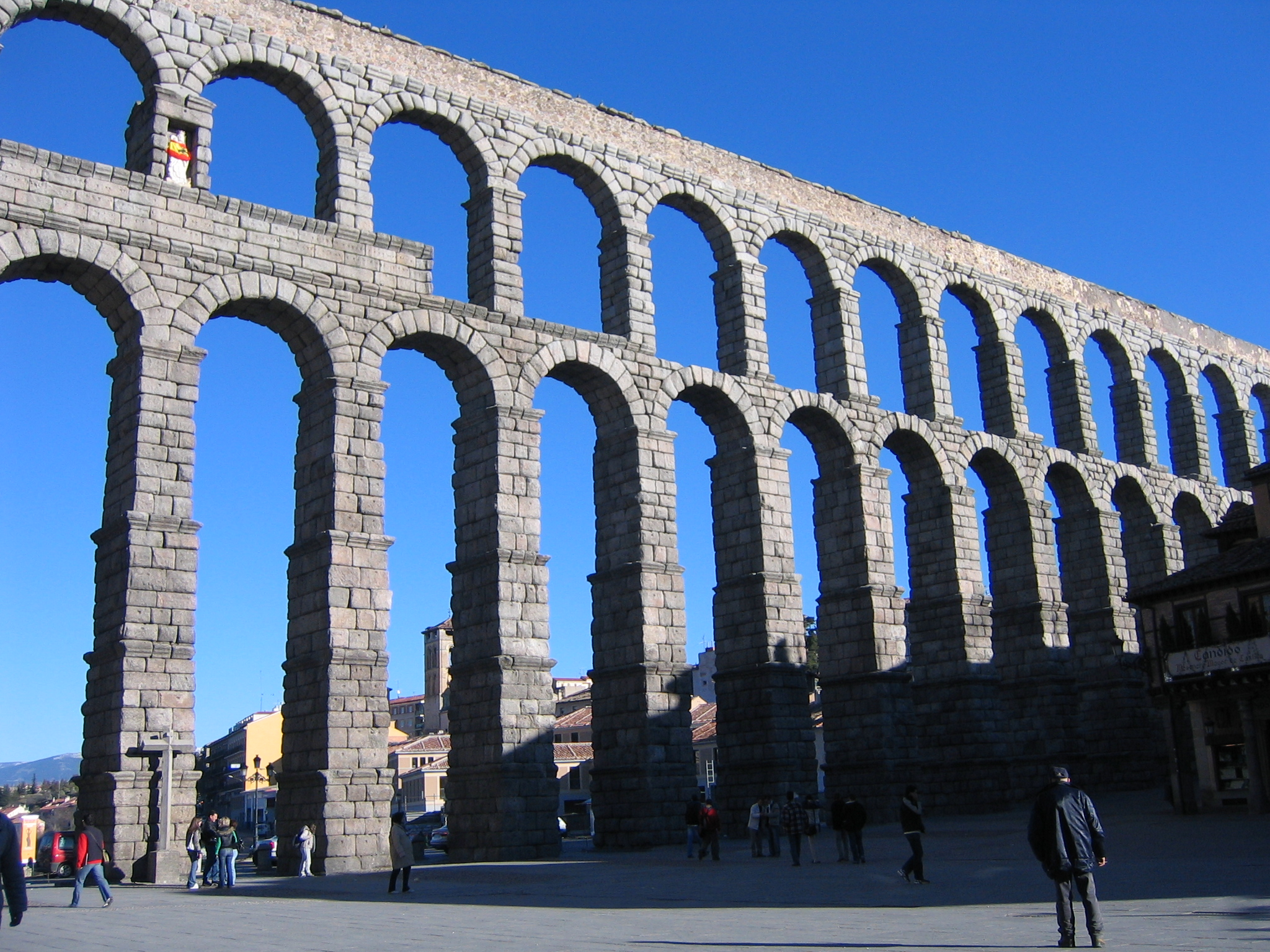
Akwedukt w Segowii z I wieku n.e.

Hydraulika (od gr. ὑδραυλικός (hydraulikos), które jest połączeniem słów ὕδωρ (woda) i αὐλός (rura)) – nauka o praktycznych zastosowaniach cieczy, a w szczególności wykorzystywaniu ich ruchu (przepływu). Jest powiązana z mechaniką płynów, która stanowi jej teoretyczną podbudowę.
Hydraulika zajmuje się m.in. przepływem płynów w rurach, rzekach i kanałach oraz ograniczeniem ich ruchu za pomocą takich urządzeń jak tamy czy zbiorniki. Pewne założenia czy zasady hydrauliki mogą się też częściowo odnosić do gazów, w szczególności w przypadkach gdy różnice w gęstości pomiędzy nimi są względnie nieznaczne. Ponadto dotyczy ona działania takich urządzeń mechanicznych jak np.: wiatraki, turbiny gazowe czy układy pneumatyczne.

## Historia hydrauliki
Ruch cieczy jak też i jej przemieszczanie się pod wpływem ciśnienia były wykorzystywane przez człowieka do wykonywania wielu prac zanim jeszcze Blaise Pascal i Daniel Bernoulli sformułowali prawa na których opiera się współczesna technika hydrauliczna. Pascal odkrył m.in., iż ciśnienie wewnątrz cieczy (płynu) będącej w równowadze, wywołane działaniem sił zewnętrznych (ciśnieniowych) ma wartość jednakową we wszystkich punktach cieczy (płynu). W prasie hydraulicznej prawo Pascala jest wykorzystywane do uzyskania zwiększonego parcia, przyłożenie siły do małego tłoka (pompy, znajdującego się w małym cylindrze) przekazuje nacisk poprzez rurę do dużego cylindra, gdzie ciśnienie napiera na wszystkie strony, łącznie z dużym tłokiem (tzw. tłokiem roboczym), który zwielokrotnia przyłożoną siłę (zwielokrotnienie siły równe jest stosunkowi powierzchni tłoka dużego – tzw. tłoka roboczego do powierzchni małego tłoka – pompy).
Natomiast Bernoulli stwierdził 100 lat po Pascalu, iż w ruchu ustalonym cieczy doskonałej odbywającym się pod wyłącznym wpływem siły ciężkości, energia jednostki masy (będąca sumą energii położenia, energii ciśnienia i energii kinetycznej) jest w każdym punkcie tej samej strugi stała. Tak więc energia pochodząca z ruchu może być częściowo zamieniona na siłę parcia poprzez powiększenie przekroju rury, który wprawdzie spowolni przepływ płynu ale zwiększy ciśnienie w cieczy.
W 1882 r. w Londynie wybudowano układ hydrauliczny, który przekazywał wodę pod ciśnieniem poprzez główne rury pod ulicami do maszyn fabrycznych. W 1906 r. dokonano następnego ważnego kroku naprzód w hydraulice, kiedy to zastosowano olejowy system hydrauliczny na statku USS Virginia, który służył do poruszania działami okrętowymi. W latach dwudziestych XX wieku powszechne stały się odrębne (często przenośne) jednostki hydrauliczne składające się z pomp, silników i układu sterowania, co umożliwiło ich wprowadzenie do narzędzi, maszyn rolniczych i przemysłowych, samolotów itp.

## Zastosowanie praktyczne hydrauliki
Obecnie największe znaczenie ma tzw. hydraulika siłowa, która zajmuje się głównie opracowywaniem i wykorzystaniem układów hydraulicznych. Układem hydraulicznym jest zespół wzajemnie połączonych części, których zadaniem jest przekazywanie energii lub sterowanie za pośrednictwem cieczy hydraulicznej pod ciśnieniem, w układzie zamkniętym. Działanie układu hydraulicznego opiera się na wymuszonym i sterowanym przepływie cieczy hydraulicznej, która wykonuje pracę. Ruch cieczy jest tu wymuszany przez pompę, natomiast energia jest odbierana przez siłowniki hydrauliczne (albo cylindry hydrauliczne – zmieniające energię strumienia cieczy w ruch prostoliniowy albo silniki hydrauliczne, zmieniające energię strumienia cieczy na ruch obrotowy). Podstawowe części większości układów hydraulicznych to m.in.:
- zbiornik z cieczą hydrauliczną
- zawór zwrotny
- pompa hydrauliczna
- filtry
- zawór regulujący dopływ cieczy hydraulicznej do silnika hydraulicznego (rozdzielacz hydrauliczny)[2]
- silnik hydrauliczny
- zawór regulujący dopływ cieczy hydraulicznej do siłownika hydraulicznego (rozdzielacz hydrauliczny)[2]
- siłownik hydrauliczny
- odpowietrzanie.

Wzrost popularności układów hydraulicznych jest szczególnie duży od czasu II wojny światowej. W przypadku urządzeń przemysłowych, rolniczych, budowlanych czy górniczych systemy te skutecznie współzawodniczą z ich mechanicznymi lub elektrycznymi odpowiednikami. Główną ich zaletą jest wszechstronność i wydajność oraz łatwość sterowania i dokładność (szybka reakcja na czynności wykonywane przez operatora). Są one zdolne do wytwarzania sił sięgających od kilku gramów do tysięcy ton.
Systemy hydrauliczne są bardzo ważnym źródłem przekazywania energii m.in. w nowoczesnych samolotach (hamulce, wypuszczane podwozie), samochodach (układ kierowniczy, ciężarówki wywrotki).

## Galeria

Prasa hydrauliczna (schemat)
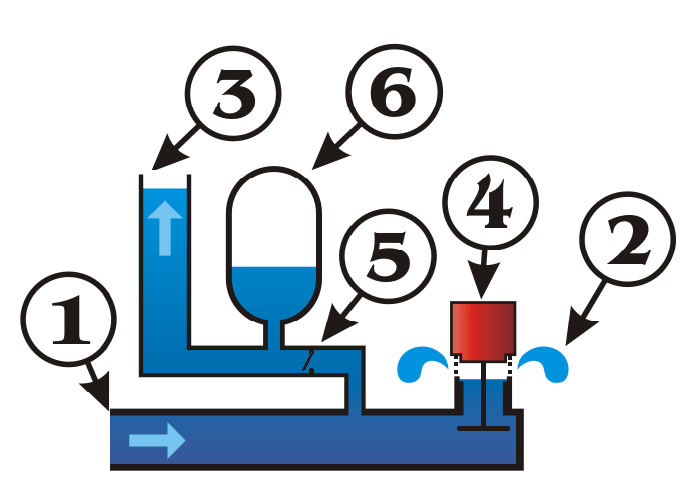
Taran hydrauliczny (schemat)
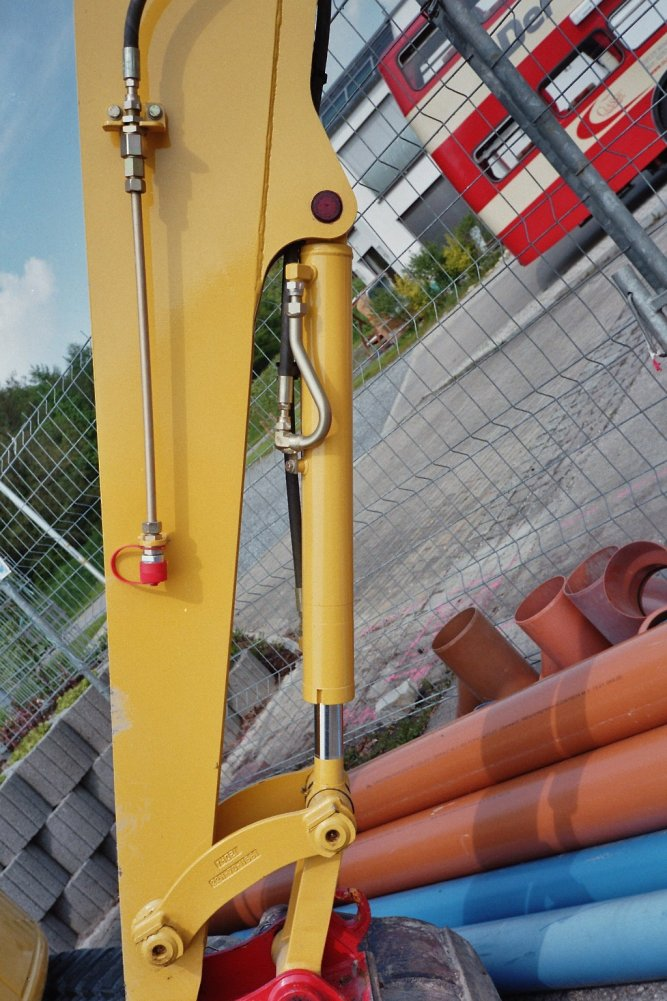
Układ hydrauliczny w koparce
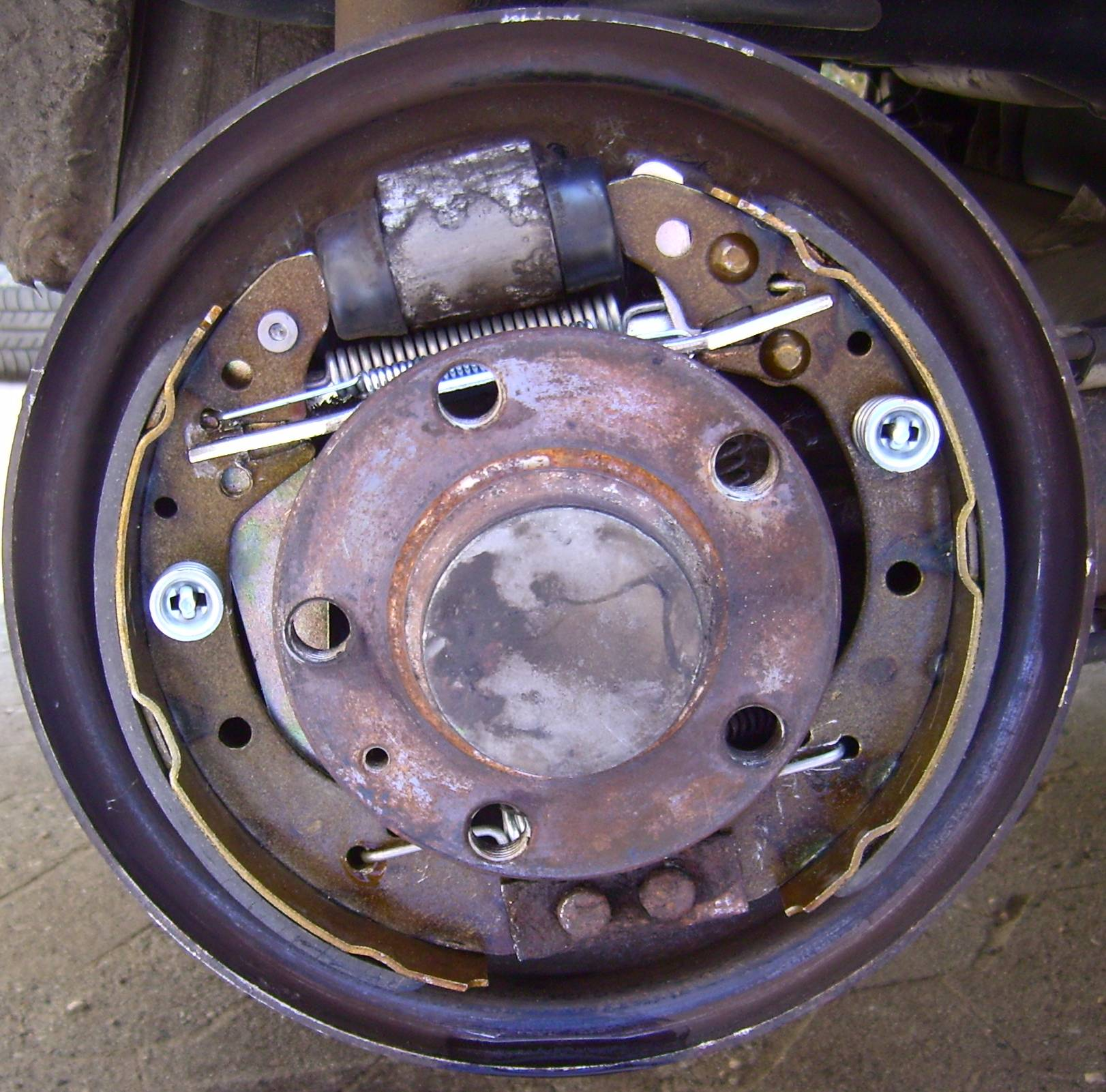
Samochodowy hamulec hydrauliczny bębnowy